# Подромания
Подромания (на сръбски: Подроманија) е село в Босна и Херцеговина, разположено в община Соколац, в ентитета на Република Сръбска. Намира се на 849 метра надморска височина. Населението му според преброяването през 2013 г. е 1 314 души, от тях: 1 295 (98,55 %) сърби, 6 (0,45 %) бошняци, 5 (0,38 %) хървати, 2 (0,15 %) югославяни, 1 (0,07 %) черногорец, 2 (0,15 %) не са определени, 2 (0,15 %) неизвестни.

## Население
Численост на населението според преброяванията през годините:
- 1961 – 564 души
- 1971 – 641 души
- 1981 – 653 души
- 1991 – 377 души
- 2013 – 1 314 души